# アメリカスカップ
アメリカスカップあるいはアメリカズカップ（英: America's Cup）は、1851年より現在まで続く国際ヨットレース。また、その優勝杯の名。その成立は近代オリンピックより45年、サッカーのワールドカップより79年、ゴルフの全英オープンよりも9年早く、継続して使用されている世界最古のスポーツトロフィーとして広く一般に認知されている。
カップの名前は最初の優勝艇である『アメリカ号』に由来する。『アメリカ合衆国のカップ』という意味ではないが、132年間にわたってアメリカ合衆国のヨットクラブがカップを防衛し続けた。
カップの寄贈者が記した贈与証書では、このレースをヨットクラブ間で競うものと規定している。しかし、使用されるヨットは出場国で建造しなければならなず、国別対抗レースの一面も持ち合わせている。使用するヨットには参加各国の造船工学・建築工学・材料工学・流体力学・航空力学・気象学などの最先端技術や軍事からの応用技術が投入され、選手としてオリンピックメダリストら多数のトップセーラーが乗り込む。そのため、ヨットレース全般、あるいはインショア（沿海）レースの最高峰として位置づけられており、「海のF1」とも称される。

## 歴史

### 競技の成立とアメリカの連勝
1851年、イギリス・ロンドンで開催された第一回万国博覧会の記念行事としてロイヤル・ヨット・スコードロン(en)が主催したワイト島一周レースに端を発する。このレースにアメリカからただ1艇参加した「アメリカ」号(en)が優勝し、ビクトリア女王から下賜されたガラードが製作した銀製の水差し状のカップを自国に持ち帰った。その為、このカップは「アメリカ」号のカップ、すなわち"アメリカズカップ"と呼ばれることとなった。その後「アメリカ」号のオーナー達は、「カップの保持者は、いかなる国の挑戦も受けねばならない」ということを記した贈与証書(en)とともに、このカップをニューヨーク・ヨットクラブ（NYYC）へ寄贈した。これに基づき1870年第1回「アメリカズカップ」が開催され、現在に至っている。
その後多くの富豪がヨットを持ち込みアメリカに挑んだが、ことごとく敗れ去った。インド紅茶のサー・トーマス・リプトン等もその一人である。アメリカは1983年に初めて敗れるまで132年間に亘ってカップの防衛に成功し、この連勝はスポーツ史に残る偉業と賞賛されてきた。

### アメリカの敗戦と国際スポーツへの脱皮
1983年の第25回大会においてNYYC所属の「リバティー」号がオーストラリアのロイヤル・パース・ヨットクラブ（Royal Parth Yacht Club）から出場した「オーストラリアII」号に敗れ、アメリカズ・カップは初めてアメリカ国外へ渡ることとなった。しかし、それまでは予選の組み方や使用艇の要件等、明らかにNYYCにとって有利なルールが長年に渡るアメリカの独占を支えていたため、この敗戦はアメリカズカップが近代的な国際スポーツイベントへ生まれ変わる契機となった。
「リバティー」号のスキッパーであったデニス・コナーは「カップを失った最初のアメリカ人」としてアメリカ中からの非難に晒されたが、1987年オーストラリアのフリーマントルで開催された第26回大会に自らのチームを率いて乗り込みカップ奪回に成功した。コナーは一転アメリカンヒーローとして凱旋し、ロナルド・レーガン大統領によってホワイトハウスに招待され、"ミスター・アメリカズカップ"と称されるようになった。同時にカップ奪回に賭けたコナーの苦闘は小説化され、映画「ウインズ」の題材にもなった。
しかし、1995年の第29回大会にサンディエゴ・ヨットクラブ（San Diego Yacht Club）からチーム・デニス・コナーを率いて出場したコナーは、ニュージーランドのロイヤル・ニュージーランド・ヨット・スコードロン（Royal New Zealand Yacht Squadron）から出場したラッセル・クーツ率いるチーム・ニュージーランドに敗れ、コナーは「カップを2度失った最初のアメリカ人」という汚名を着ることとなった。カップは再び南半球に渡ることとなり、より公平なルールで争われるようになったカップはもはやアメリカの独占する“アメリカ合衆国のカップ”では有り得なくなった。

### ニュージーランド勢の台頭
チーム・ニュージーランドはオークランドで開催された2000年の第30回大会においてイタリアのヨットクラブ・イタリアーノ（Yacht Club Italiano）から出場したプラダ・チャレンジの挑戦を退けカップ防衛に成功する。
アメリカズカップの連覇に成功したスキッパーのラッセル・クーツはニュージーランドの国民的英雄となるが、一方でチームは慢性的な資金不足に陥っており、クーツはタクティシャンであるブラッド・バタワースら主要メンバーを引き連れスイスのチーム・アリンギに移籍してしまう。チームの核を失ったニュージーランドは、カップ奪回を目指すアメリカ系チーム等にその他の選手も引き抜かれ崩壊状態となってしまうが、その一方で各国チームの主要ポジションにニュージーランド選手が就くという結果にもなった。チーム・ニュージーランドはトム・シュナッケンバーグが代表に就任、クーツの控えであったディーン・バーカーを新たなスキッパーに据える等、若手を中心としたチーム再建をはかった。
そして迎えた2003年の第31回大会、スイスのソシエテ・ノーティーク・ドゥ・ジュネーブ（Société Nautique de Genève:SNG）から出場したチーム・アリンギは順調に挑戦者決定戦を勝ち上がり、チーム・ニュージーランドと対戦することとなった。しかし前述のごとくアリンギの中心メンバーもニュージーランド勢であり、実質的に新旧ニュージーランド代表の対戦という様相となった。その結果アリンギは圧倒的な強さでチーム・ニュージーランドを破り、カップは史上初めてヨーロッパ大陸へ渡ることとなった。またクーツはカップ3連勝となり新たな"ミスター・アメリカズカップ"と呼ばれるに至った。
カップを奪取したソシエテ・ノーティーク・ドゥ・ジュネーブはレマン湖を拠点とするヨットクラブであるため、海のないスイスでの開催は困難と判断され、続く第32回大会はスペイン・バレンシアで開催されることとなった。その大会に向けた準備期間中、クーツは運営方針を巡りチームオーナーであるエルネスト・ベルタレリと対立、アリンギを脱退する。その結果クーツは選手の移籍を制限した大会規定により第32回大会へ出場できなくなった。ベルタレリはタクティシャンであったブラッド・バタワースをスキッパーへ昇格、新たにエド・ベアードをヘルムスとして招聘し第32回大会へ出場した。
第32回大会は2007年に開催され、ここでも挑戦者決定戦を勝ち上がってきたのはディーン・バーカー率いるエミレーツ・チーム・ニュージーランドであった。一方的展開となった前回大会とは異なり今回は接戦となったが、最終的に5勝2敗でアリンギがカップ初防衛を果たした。

### 第33回大会を巡る混迷
カップの防衛に成功したソシエテ・ノーティーク・ドゥ・ジュネーブは、第32回大会終了直後スペインのヨットクラブ、クルブ・ナウティコ・エスパニョール・デ・ベラ（Club Náutico Español de Vela:CNEV）を挑戦者代表として第33回大会要綱を発表した。
これに対し第32回大会参加チームのひとつであるBMWオラクルレーシングの所属母体、ゴールデンゲート・ヨットクラブ（Golden Gate Yacht Club:GGYC）が、クルブ・ナウティコ・エスパニョール・デ・ベラは贈与証書の要件を満たしておらず挑戦者代表として不適格として、自らを挑戦者代表とする挑戦状をソシエテ・ノーティーク・ドゥ・ジュネーブへ提出。同時にクルブ・ナウティコ・エスパニョール・デ・ベラの失格を求めてニューヨーク州最高裁判所へ提訴した。この裁判は第三審まで争われ、最終的にゴールデンゲート・ヨットクラブが正当な挑戦者代表として認定されたが、この間2年8ヶ月に渡りアメリカズカップの活動は全く停滞する事態となった。
第三審判決に基づく同裁判所の命令により第33回大会は2010年2月に開催された。また開催地に関しても、同裁判所の命令によりスペイン・バレンシアとなった。
このレースではBMWオラクルが勝利した。

## ルール
レースは基本的にマッチレースと呼ばれる一騎打形式で戦われる。挑戦者およびカップ保持者はシンジケートと呼ばれる巨大な運営団体を組織し、資金の獲得・艇体の開発からセーリング・チームの育成まで、あらゆる業務を一貫して行う。シンジケート内には他に広報担当者、財務部門などもあり、総勢は少なくとも数十名、組織によっては百名規模となることもある。「海のF1」の異名の通り、実際にF1マシンの設計経験のあるデザイナーや技術者（エイドリアン・ニューウェイ、アラン・ジェンキンス、ジェイムズ・アリソン等）が加わった例もあり、近年はINEOS BritanniaとメルセデスAMG F1のように、シンジケートとF1チームが提携するケースも見られる。
実際には挑戦を希望するシンジケートが複数現れることが通例のため、その場合は本戦の前に挑戦艇決定シリーズが行われ、同シリーズを勝ち抜いた1シンジケートのみが防衛艇に挑む権利を得る。一方で防衛艇は「カップ保持者自身、もしくは同じ国のヨットクラブに属するシンジケート」で、複数のシンジケートがエントリーした場合は同様に防衛艇決定シリーズを行い1シンジケートを選ぶ。挑戦艇決定シリーズには1983年（第25回）大会よりルイ・ヴィトンが冠スポンサーについており、「ルイ・ヴィトンカップ」の名称で知られている。2021年（第36回）ではスポンサーがプラダに交代し「プラダカップ」に名称が変更されたが、2024年（第37回）では元の「ルイ・ヴィトンカップ」に戻った。
ただし防衛艇決定シリーズは1995年大会を最後に開かれておらず、2017年（第35回）及び2024年（第37回）は防衛艇もルイ・ヴィトンカップに（予選のみ）出場した。

## ヨットの規格
アメリカズカップの基本ルールを定めた「贈与証書（Deed of Gift）」の規定上は、レースで使用されるヨットは「1本マストの場合、水線長が44フィート以上90フィート以下」「マストが2本以上の場合、水線長が80フィート以上115フィート以下」とだけ定められており、この範囲に収まり防衛艇・挑戦艇の双方の合意があればどのような規格のヨットを用いても良いことになっている。
なお合意があれば防衛艇と挑戦艇の船型が異なることも認められている。第33回大会では防衛艇のソシエテ側は双胴船（カタマラン）、挑戦艇のBMWオラクル側は三胴船（トリマラン）を使用してレースが行われた例がある。
しかし実際には開催された時代の趨勢に合わせ、一定の統一ルールが定められるケースが多い。

### 12メートル級
第二次世界大戦後初の大会となった1958年（第17回）大会から1987年（第26回）大会までは、国際ルールで一般的な12メートル級（en:12-metre class）ヨットが使用された。ただ「12メートル級」と称するものの実際の大きさはもっと大きく、アメリカズカップで使用されたヨットの場合、水線長は20 - 23m（65 - 75フィート）程度になる。

### IACC
1992年（第28回）大会から2007年（第32回）大会にかけては、IACC（International America's Cup Class）規格に準拠したヨットが用いられた。
IACC規格(ACCバージョン1 - 5と呼ばれる)は全長80フィート(24.4m)で、ヨットに乗り組むクルーの数は1艇につき最大17人、クルーの合計体重は1570kg以下に制限されていた。またウェイト調整目的で18番目のクルーを乗せることも認められていた（同クルーに限り体重制限はない）が、このクルーはそれ以外のヨットの操作や指揮に関与してはならないこととなっていた。このため、通常は「18番目のクルー」としてスポンサー関係者や有名人などのVIPゲストを乗せレースを体験してもらい、新規スポンサー獲得やパブリシティ等に利用することが多かった。
第28回大会では各シンジケートは無制限にヨットを建造することができたが、コストの高騰を防止する目的から1995年（第29回）大会以降、1シンジケートが新規に建造できるヨットの数は最大2艇に制限されている。また1995年大会において、当時のニッポン・チャレンジがJPN-30を当初の建造時と大きく異なる形に大改造したことに対し「実質的に新規建造と同じではないか」と他のシンジケートからクレームが出たことがきっかけとなり、2000年（第30回）大会以降「進水後の船体（ハル部分）の改造は新造艇については表面積の50%以下、旧艇（前回大会以前に建造されたもの）については同じく60%以下までに制限する」というルールが追加されている。

### カタマラン
2013年（第34回）大会からは新たに双胴船（カタマラン）が採用された。第34回大会では「AC45」「AC72」という2種類のヨットがレギュレーションで定められたが、2017年（第35回）大会では「AC45F」「AC45S」「ACC」という3種類に種類が増えた一方で、本戦用のヨットのサイズが縮小された。

### AC75
2021年（第36回）大会では、全く新しい規格として「AC75」が登場する。船体が単胴船に戻される一方で、通常は船体のハル部分が海面から完全に浮いた状態となっているのが特徴。キールも廃される代わり、船尾と両サイドに付けられた3個のT字型フォイル（水中翼）で船体を支える。両サイドのフォイルは可動式で、必要に応じてフォイルを海面から浮かせることもでき、フォイルを動かすことで両サイドのバランスを取り転覆を防ぐようになっている。

## 挑戦艇と防衛艇
| ルール            | 開催年        | 開催国           | 防衛クラブ                                       | 防衛艇                                                | スコア | 挑戦艇                                                |
| ----------------- | ------------- | ---------------- | ------------------------------------------------ | ----------------------------------------------------- | ------ | ----------------------------------------------------- |
| AC75              | 2024年 (詳細) | スペイン         | ロイヤル・ニュージーランド・ヨット・スコードロン | ニュージーランド エミレーツ・チーム・ニュージーランド | 7 - 2  | イギリス イネオス・ブリタニア                         |
| AC75              | 2021年 (詳細) | ニュージーランド | ロイヤル・ニュージーランド・ヨット・スコードロン | ニュージーランド エミレーツ・チーム・ニュージーランド | 7 - 3  | イタリア ルナ・ロッサ                                 |
| AC50              | 2017年 (詳細) | イギリス         | ゴールデンゲート・ヨットクラブ                   | アメリカ合衆国 オラクル・チームUSA                    | 1 - 7  | ニュージーランド エミレーツ・チーム・ニュージーランド |
| AC72              | 2013年 (詳細) | アメリカ合衆国   | ゴールデンゲート・ヨットクラブ                   | アメリカ合衆国 オラクル・チームUSA                    | 9 - 8  | ニュージーランド エミレーツ・チーム・ニュージーランド |
| DOG match         | 2010年 (詳細) | スペイン         | ソシエテ・ノーティーク・ドゥ・ジュネーブ         | スイス アリンギ                                       | 0 - 2  | アメリカ合衆国 BMWオラクル                            |
| IACC              | 2007年 (詳細) | スペイン         | ソシエテ・ノーティーク・ドゥ・ジュネーブ         | スイス アリンギ                                       | 5 - 2  | ニュージーランド チーム・ニュージーランド             |
| IACC              | 2003年        | ニュージーランド | ロイヤル・ニュージーランド・ヨット・スコードロン | ニュージーランド チーム・ニュージーランド             | 0 - 5  | スイス アリンギ                                       |
| IACC              | 2000年        | ニュージーランド | ロイヤル・ニュージーランド・ヨット・スコードロン | ニュージーランド チーム・ニュージーランド             | 5 - 0  | イタリア プラダ・チャレンジ                           |
| IACC              | 1995年        | アメリカ合衆国   | サンディエゴ・ヨットクラブ                       | アメリカ合衆国 ヤング・アメリカ                       | 0 - 5  | ニュージーランド ブラック・マジック                   |
| IACC              | 1992年        | アメリカ合衆国   | サンディエゴ・ヨットクラブ                       | アメリカ合衆国 America³                               | 4 - 1  | イタリア イル・モロ・ディ・ヴェネツィア               |
| DOG match         | 1988年        | アメリカ合衆国   | サンディエゴ・ヨットクラブ                       | アメリカ合衆国 スターズ&ストライプス                  | 2 - 0  | ニュージーランド ニュージーランド・チャレンジ         |
| IYRU 12mR         | 1987年        | オーストラリア   | ロイヤル・パース・ヨットクラブ                   | オーストラリア クッカバラ III                         | 0 - 4  | アメリカ合衆国 スターズ&ストライプス                  |
| IYRU 12mR         | 1983年        | アメリカ合衆国   | ニューヨーク・ヨットクラブ                       | アメリカ合衆国 リバティ                               | 3 - 4  | オーストラリア オーストラリア II                      |
| IYRU 12mR         | 1980年        | アメリカ合衆国   | ニューヨーク・ヨットクラブ                       | アメリカ合衆国 フリーダム                             | 4 - 1  | オーストラリア                                        |
| IYRU 12mR         | 1977年        | アメリカ合衆国   | ニューヨーク・ヨットクラブ                       | アメリカ合衆国 カレージャス                           | 4 - 0  | オーストラリア                                        |
| IYRU 12mR         | 1974年        | アメリカ合衆国   | ニューヨーク・ヨットクラブ                       | アメリカ合衆国 カレージャス                           | 4 - 0  | オーストラリア サザン・クロス                         |
| IYRU 12mR         | 1970年        | アメリカ合衆国   | ニューヨーク・ヨットクラブ                       | アメリカ合衆国 イントレピッド                         | 4 - 1  | オーストラリア グレーテル II                          |
| IYRU 12mR         | 1967年        | アメリカ合衆国   | ニューヨーク・ヨットクラブ                       | アメリカ合衆国 イントレピッド                         | 4 - 0  | オーストラリア デイム・パティ                         |
| IYRU 12mR         | 1964年        | アメリカ合衆国   | ニューヨーク・ヨットクラブ                       | アメリカ合衆国 コンスタレーション                     | 4 - 0  | イングランド ソヴリン                                 |
| IYRU 12mR         | 1962年        | アメリカ合衆国   | ニューヨーク・ヨットクラブ                       | アメリカ合衆国 ウェザーリー                           | 4 - 1  | オーストラリア グレーテル                             |
| IYRU 12mR         | 1958年        | アメリカ合衆国   | ニューヨーク・ヨットクラブ                       | アメリカ合衆国 コロンビア                             | 4 - 0  | イングランド セプター                                 |
| Universal J-Class | 1937年        | アメリカ合衆国   | ニューヨーク・ヨットクラブ                       | アメリカ合衆国 レンジャー                             | 4 - 0  | イングランド エンデヴァー III                         |
| Universal J-Class | 1934年        | アメリカ合衆国   | ニューヨーク・ヨットクラブ                       | アメリカ合衆国 レインボー                             | 4 - 2  | イングランド エンデヴァー                             |
| Universal J-Class | 1930年        | アメリカ合衆国   | ニューヨーク・ヨットクラブ                       | アメリカ合衆国 エンタープライズ                       | 4 - 0  | 北アイルランド シャムロック V                         |
| Universal 75ft    | 1920年        | アメリカ合衆国   | ニューヨーク・ヨットクラブ                       | アメリカ合衆国 リゾリュート                           | 3 - 2  | アイルランド シャムロック IV                          |
| SCYC 90ft         | 1903年        | アメリカ合衆国   | ニューヨーク・ヨットクラブ                       | アメリカ合衆国 リライアンス                           | 3 - 0  | アイルランド シャムロック III                         |
| SCYC 90ft         | 1901年        | アメリカ合衆国   | ニューヨーク・ヨットクラブ                       | アメリカ合衆国 コロンビア                             | 3 - 0  | アイルランド シャムロック II                          |
| SCYC 90ft         | 1899年        | アメリカ合衆国   | ニューヨーク・ヨットクラブ                       | アメリカ合衆国 コロンビア                             | 3 - 0  | アイルランド シャムロック                             |
| SCYC 90ft         | 1895年        | アメリカ合衆国   | ニューヨーク・ヨットクラブ                       | アメリカ合衆国 ディフェンダー                         | 3 - 0  | イングランド ヴァルキリー III                         |
| SCYC 85ft         | 1893年        | アメリカ合衆国   | ニューヨーク・ヨットクラブ                       | アメリカ合衆国 ヴィジラント                           | 3 - 0  | イングランド ヴァルキリー II                          |
| NYYC 85ft         | 1887年        | アメリカ合衆国   | ニューヨーク・ヨットクラブ                       | アメリカ合衆国 ボランティア                           | 2 - 0  | スコットランド シスル                                 |
| NYYC 85ft         | 1886年        | アメリカ合衆国   | ニューヨーク・ヨットクラブ                       | アメリカ合衆国 メイフラワー                           | 2 - 0  | イングランド ギャラシア                               |
| NYYC 85ft         | 1885年        | アメリカ合衆国   | ニューヨーク・ヨットクラブ                       | アメリカ合衆国 ピューリタン                           | 2 - 0  | イングランド ジェネスタ                               |
| 65ft sloop        | 1881年        | アメリカ合衆国   | ニューヨーク・ヨットクラブ                       | アメリカ合衆国 ミスチフ                               | 2 - 0  | カナダ アトランタ                                     |
| Schooner match    | 1876年        | アメリカ合衆国   | ニューヨーク・ヨットクラブ                       | アメリカ合衆国 マドレーヌ                             | 2 - 0  | カナダ カウンテス・オブ・ダファリン                   |
| Schooner match    | 1871年        | アメリカ合衆国   | ニューヨーク・ヨットクラブ                       | アメリカ合衆国 コロンビア                             | 4 - 1  | イングランド リヴォニア                               |
| Fleet racing      | 1870年        | アメリカ合衆国   | ニューヨーク・ヨットクラブ                       | アメリカ合衆国 マジック                               | 1 - 0  | イングランド カンブリア                               |
| Fleet racing      | 1851年        | イギリス         | ロイヤル・ヨット・スコードロン                   | アメリカ合衆国 アメリカ                               | 1 - 0  | イングランド オーロラ                                 |

## 日本のチーム

### ニッポン・チャレンジ
日本からはこれまで、1992年・1995年・2000年の3回に渡り「ニッポン・チャレンジ」がアメリカズカップに挑んだが、いずれもルイ・ヴィトンカップの準決勝にて敗退（3回とも4位）している。
1992年から1995年まで操舵手を務めたロバート・フライは、後に飛行機の操縦免許を取得して曲技飛行の分野へ転身し、レッドブル・エアレース・ワールドシリーズに参戦する室屋義秀チームのコーディネーターを務めている。

#### 主なプロフィール
- 会長：山崎達光（ヱスビー食品元会長）
- キャンプ地：愛知県蒲郡市
- スキッパー：クリス・ディクソン（1992年）、南波誠（1995年）、ピーター・ギルモア（2000年）
- ヨットクラブ：ニッポン・ヨットクラブ
- 建造艇：JPN-3/6/26（1992年）、JPN-30/41（1995年）、JPN-44"阿修羅"/52"韋駄天"（2000年）

## 第32回アメリカズカップ
第32回大会は2007年にバレンシア（スペイン）で開催され、スイスのヨットクラブ、ソシエテ・ノーティーク・ドゥ・ジュネーブから出場したチーム・アリンギが、ニュージーランドのヨットクラブ、ロイヤル・ニュージーランド・ヨット・スコードロンから出場したエミレーツ・チーム・ニュージーランドを5勝2敗で破り、初防衛に成功した。その模様は、日本ではCSチャンネル「GAORA」で2007年9月17日、「世界最高峰ヨットレース 第32回アメリカズカップハイライト」(#1 - #7)として放映された。エミレーツ・チーム・ニュージーランドには鹿取正信が性能分析担当として加わり、日本人初のアメリカズカップ（本戦）出場を果たした。

### 防衛艇
- チーム・アリンギ（ソシエテ・ノーティーク・ドゥ・ジュネーブ、スイス）

使用艇：SUI-100。スキッパー：ブラッド・バタワース。ヘルムス：エド・ベアード。

### 挑戦艇
- エミレーツ・チーム・ニュージーランド（ロイヤル・ニュージーランド・ヨット・スコードロン、ニュージーランド）

使用艇: NZL-92。スキッパー兼ヘルムス：ディーン・バーカー。

### 挑戦艇決定シリーズ ルイヴィトン・カップ（Louis Vuitton Cup）出場チーム
- エミレーツ・チーム・ニュージーランド（ロイヤル・ニュージーランド・ヨット・スコードロン、ニュージーランド）
- ルナロッサ・チャレンジ（ヨットクラブ・イタリアーノ、イタリア）
- BMWオラクル・レーシング（ゴールデンゲート・ヨットクラブ、米国）
- デサフィオ・エスパニョール 2007（レアル・フェデラシオン・エスパニョール・デ・ベラ、スペイン）
- ビクトリー・チャレンジ（ガムラスタン・ヨット・セルスカープ、スウェーデン）
- マスカルツォーネ・ラティノ-キャピタリア・チーム（レアル・ヨットクラブ・カノッティエーリ・サボイア、イタリア）
- チーム・ショショロザ（ロイヤル・ケープ・ヨットクラブ、南アフリカ）
- アレバ・チャレンジ（セルクル・ドゥ・ラ・ヴォワール・ドゥ・パリ、フランス）
- +39 チャレンジ（チルコロ・ベラ・ガルニャーノ、イタリア）
- ユナイテッド・インターネット・チーム・ジャーマニー（ドイツ・チャレンジャー・ヨットクラブ、ドイツ）
- チャイナ・チーム（青島国際ヨットクラブ、中国）

### ルイ・ヴィトン・アクト（Louis Vuitton Act）
これまでアメリカズカップの大会間隔は通常3 - 5年おきとなっていたのに対し、参加者から「大会の間隔が空きすぎて、一般からの関心が薄れる」「シンジケートのモチベーションを保つのが難しい」などといった意見が多く挙がったことから、第32回アメリカズカップでは前哨戦として、1983年からスポンサーを続けているルイ・ヴィトンの社名を冠したを「ルイ・ヴィトン・アクト」と呼ばれるシリーズ戦を2007年まで定期的に開催し、各年度ごとにシリーズチャンピオンを決定することとなった。その結果、以下のチームがそれぞれシリーズチャンピオンに輝いている。
- 2004年度 エミレーツ・チーム・ニュージーランド
- 2005年度 チーム・アリンギ
- 2006年度 エミレーツ・チーム・ニュージーランド

なお各年度のシリーズランキングとは別に、防衛艇のチーム・アリンギを除く11チームによって争われる「ルイ・ヴィトン・ランキング・ポイント」と呼ばれるポイントランキングが用意され、2007年の第13戦終了時点のランキングに基づき
- 1位 : 4ポイント
- 2 - 4位 : 3ポイント
- 5 - 7位 : 2ポイント
- 8位以下 : 1ポイント

が「ボーナスポイント」として、ルイ・ヴィトンカップの予選に持ち越された。2009年からは「ルイ・ヴィトン・パシフィックシリーズ」として開催されている。